# Calocoris fulvomaculatus
Calocoris fulvomaculatus är en insektsart som först beskrevs av De Geer 1773.  Calocoris fulvomaculatus ingår i släktet Calocoris och familjen ängsskinnbaggar. Inga underarter finns listade i Catalogue of Life.